# Memorial Stadium (Champaign)
O Memorial Stadium é um estádio localizado em Champaign, Illinois, Estados Unidos, possui capacidade total para 60.670 pessoas, é a casa do time de futebol americano universitário Illinois Fighting Illini football da Universidade de Illinois. O estádio foi inaugurado em 1923, o nome é em homenagem aos estudantes da universidade que morreram na Primeira Guerra Mundial.